# Gilbertolus atratoensis
Gilbertolus atratoensis is een straalvinnige vissensoort uit de familie van de spilzalmen (Acestrorhynchidae). De wetenschappelijke naam van de soort is voor het eerst geldig gepubliceerd in 1943 door Schultz.